# 미국 수정 헌법 제1조
미국 수정 헌법 제1조(The First Amendment 또는 Amendment I)는 특정 종교를 국교로 정하거나(국교금지조항), 자유로운 종교 활동을 방해하거나, 언론의 자유를 막거나, 출판의 자유를 침해하거나, 평화로운 집회의 자유를 방해하거나, 정부에 대한 탄원의 권리를 막는 어떠한 법 제정도 금지하는 미국의 헌법 수정안이다. 권리 장전을 구성하는 10개의 개정안 중 하나로 1791년 12월 15일 채택되었다.
권리 장전은 원래 헌법 비준에 대한 반연방주의자들의 반대를 누그러뜨리는 조치로 제안되었다. 처음에는 수정 헌법 제1조가 의회에 의해 제정되는 법에만 한정되었으며, 그 많은 조항들이 오늘날보다 훨씬 좁게 해석되었다. 1925년 기트로 대 뉴욕 주(Gitlow v. New York) 사건으로 시작하여, 연방 대법원은 수정 헌법 제1조를 수정 헌법 제14조에 명시된 적법한 절차 조항을 통해 주에 적용시켰다.
1947년 에버슨 대 교육위원회 사건에서, 연방 대법원은 주와 교회 사이의 분리벽을 요청하기 위해서 미국 건국의 아버지 토머스 제퍼슨의 서신을 꺼내었다. 물론 분리의 경계는 여전히 논란으로 남아있다. 연설을 할 수 있는 권리는 다양한 형태의 정치적 발언, 익명 연설, 모금, 포르노, 그리고 학교에서의 발언 등을 보장하는 20세기와 21세기의 계속적인 대법원 판결을 통해 급격히 확장되었다. 이러한 것들은 수정 헌법 제1조의 일련의 확장조항으로 규정된 것들이었다. 연방 대법원은 명예훼손을 부담을 막는 영국 연방법의 선례들을 뒤집었고, 가장 유명한 예가 1964년 뉴욕타임즈 대 설리반 사건이었다. 그러나 상업적인 발언은 수정 헌법 제1조에서 정치적 발언보다 보호를 덜 받으며, 따라서 더 큰 규제를 따른다.
출판의 자유 조항은 정보와 의견의 출판을 보장하며, 다양한 매체에 적용이 된다. 1931년 니어 대 미네소타 사건과 1971년 뉴욕타임즈 대 미국 재판에서 연방 대법원은 수정 제1조가 거의 모든 사건에서 사전 제약(검열)으로부터의 보호를 보장하고 있다고 판결했다. 탄원 조항은 정부의 조치에 대한 모든 부서에 탄원의 권리를 보장한다. 연방 대법원은 또한 수정 제1조가 집회와 결사의 자유를 암묵적으로 보장한다고 판결을 했다.

## 전문
Congress shall make no law respecting an establishment of religion, or prohibiting the free exercise thereof; or abridging the freedom of speech, or of the press; or the right of the people peaceably to assemble, and to petition the Government for a redress of grievances.

| “ | 의회는 종교를 세우거나, 자유로운 종교 활동을 금지하거나, 발언의 자유를 저해하거나, 출판의 자유, 평화로운 집회의 권리, 그리고 정부에 탄원할 수 있는 권리를 제한하는 어떠한 법률도 만들어서는 안 된다. | ” |

## 문자적 의미
'Shall make no law '에서 shall은 18세기에서는 미래용법의 will이 아닌, 명령법 문장에 쓰이는 지시를 의미한다. 즉, '어떤 법률도 만들지 말라'는 십계명에서 쓰이는 어체의 성격을 띈다. shall은 수정헌법에서 총 15번이 쓰였다.

## 신앙의 진정성
본 조는 정부로 하여금 특정 신앙이 진실된 것인가는 묻지 않으며 단지 신앙에 대한 믿음이 진정성을 가지고 있는가만 판단한다.

## 같이 보기
- 표현의 자유 구역
- 언론의 자유
- 미국 우정청

## 참고 문헌
- 장주영, 미국수정헌법 제1조와 표현의 자유판결, 육법사, 2015. ISBN 9788972142027